# مركز مثلث

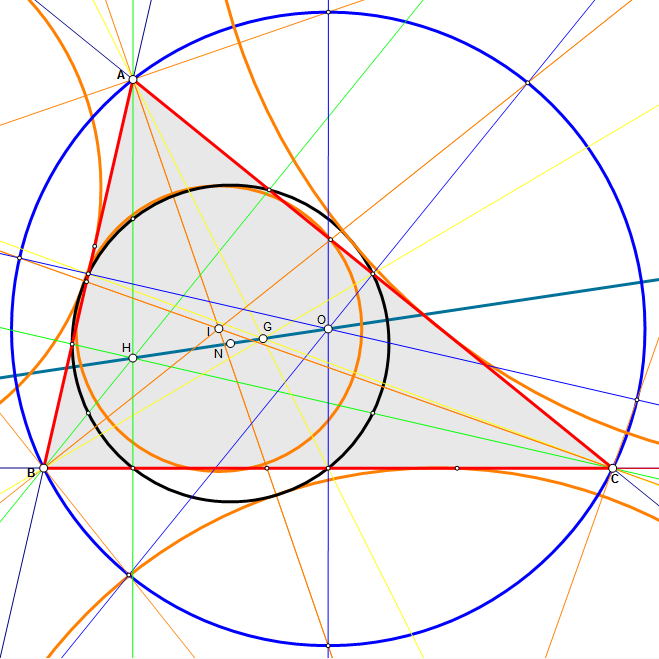
رسم توضيحي لمثلث في المستوى ، مع أبرز دوائره الخاصة. تُشير النقاط إلى مراكز المثلث الرئيسة، ويُسمَّى الخطُ الواصل بينهم بخط أويلر. النقطة هي نقطة تقاطع ارتفاعات المثلث. النقطة هي مركز دائرة النقاط التسع. النقطة هي نقطة تقاطع متوسطات المثلث. النقطة هي مركز الدائرة المحيطة بالمثلث.

في الهندسة الرياضية، مركز المثلث هو نقطة تقاطع مستقيمات خاصَّة للمثلث. تحدد مراكز المثلث سماتٍ وخواصّاً هامةً للمثلثات، ومن أبرزها:
- مركز الدائرة المحاطة للمثلث (incentere)؛ أو مركز الدائرة الداخلية المماسة للمثلث (incircle): هو مركز أكبر دائرة ممكنة تقع بالكامل داخل مساحة المثلث، حيث أن كل مثلث يمكن رسم دائرة داخله لتمس أضلاعه الثلاثة (تمس كل ضلع في نقطة)، يمكن تعريفه ذلك المركز على أنه نقطة تقاطع المنصفات الداخلية لزوايا هذا المثلث.

- مركز محيطي (circumcenter)، أو مركز الدائرة المحيطة للمثلث (circumcircle): هو مركز أصغر دائرة ممكنة يقع المثلث بالكامل داخلها، ويمكن تعريفه على أنه نقطة تقاطع محاور أضلاع هذا المثلث (محور الضلع هو المستقيم العمودي على هذا الضلع المار من منتصفه).

- نقطة مركزية (Centroid or barycenter) أو مركز ثقل المثلث barycenter أو مركز الجاذبية في المثلث Center of gravit: يمكن أن تُعرّف فيزيائيا على أنها النقطة التي يمكن موازنة المثلث عليها على طرف دبوس، ورياضيا يمكن أن تُعرّف على أنها الموضع المتوسط لجميع نقاط المثلث في جميع اتجاهات الإحداثيات، للتوضيح أكثر نحن نعبر عن الموضع المتوسط لمجموعة من النقاط بجمع إحداثيات النقاط ثم قسمة الناتج على عدد تلك النقاط لينتج معنا إحداثيات نقطة معينة نطلق عليها النقطة المتوسطة. يمكن أن تُعرّف أيضا على أنها نقطة تقاطع متوسطاته الثلاثة، حيث المتوسط في المثلث هو الخط المستقيم المار من رأس في المثلث ومنتصف الضلع المقابل لها.

- مركز قائم (Orthocentre): هو نقطة تلاقي الارتفاعات في المثلث، حيث الارتفاع في المثلث هو الخط العمودي النازل من إحدى زوايا المثلث إلى الضلع المقابل لهذه الزاوية أو امتداد هذا الضلع، ونجد أن الارتفاعات الثلاثة في المثلث هي دائما تتقاطع في نقطة واحدة، في المثلث الحاد الزوايا تقع نقطة تلاقي الارتفاعات داخل مساحة المثلث، وفي المثلث القائم تكون هي الرأس القائمة وفي المثلث المنفرج تقع هذه النقطة خارج مساحة المثلث.

- نقطة فيرما (Fermat point) أو نقطة تورسيلي (Torricelli point): في الهندسة الرياضية يطلق اسم نقطة فيرما على حل مسألة إيجاد نقطة داخل مثلث بحيث أن المسافة الكلية من هذه النقطة إلى رؤوس المثلث الثلاثة تكون أصغرية، بمعنى أنه إن كان لدينا abc مثلث فسوف نطلق على النقطة f نقطة فيرما في حال كان af+bf+cf أصغر ما يمكن، سميت هذه النقطة على اسم Pierre de Fermat الذي كان أول من قام بإنشائها، نقطة فيرما يمكن تعريفها على أنها ملتقى الخطوط الواصلة بين الرؤوس الجديدة المقامة خارج المثلث لتشكيل ثلاث مثلثات متساوية الأضلاع بحيث تكون أضلاع المثلث الأصلي أضلاعا فيها مع رؤوس المثلث الأصلي المقابلة لها، بشكل أوضح لنقوم بإنشاء نقطة فيرما سوف نقوم بإنشاء مثلث متساوي الأضلاع على ضلعين اختياريين من أضلاع المثلث ثم رسم خط من كل رأس جديدة لرأس المثلث الأصلي المقابلة لها فيتقاطع الخطان عند نقطة فيرما، مما يعني أن نقطة فيرما هي واحدة من إنشاءات المسطرة والفرجار رغم أنها تبدو ناشئة عن مسألة في الاشتقاق لإيجاد القيم الصغرى.

- مركز دائرة النقاط التسع (The center of the nine-point circle) أو دائرة فيورباخ (Feuerbach's circle) أو دائرة أويلر (Euler's circle) أو دائرة Terquem أو الدائرة المكونة من ست نقاط أو الدائرة المكونة من اثنتي عشرة نقطة أو الدائرة ذات النقطة n أو الدائرة ذات الوسط (medioscribed circle) أو الدائرة الوسطى (the mid circle) أو الدائرة المنتصف (the circum-midcircle): في الهندسة الرياضية يطلق على الدائرة التي تنشأ من أجل مثلث ما وتمر من تسع نقاط مميزة هي نقاط منتصفات أضلاع المثلث، نقاط التقاء الارتفاعات بالأضلاع المقامة عليها، نقاط منتصفات القطع المستقيمة الواقعة على الارتفاعات الواصلة بين كل رأس من رؤوس المثلث ونقطة التقاء ارتفاعات هذا المثلث، في الشكل المجاور نرى أن لدينا المثلث ABC ، I تقع في منتصف AC ، G تقع في منتصف BC ، J تقع في منتصف AB ، AD عمودي على BC ، BE عمودي على AC ، CF عمودي على AB ، H نقطة تقاطع AD,FC,BE ، k تقع في منتصف AH ، M تقع في منتصف CH ، L تقع في منتصف BH ، فإن دائرة النقاط التسع هي الدائرة الحمراء المنقطة ومركزها O حيث أن هذه الدائرة تمر بالنقاط : E,I,M,G,D,L,J,F,K ، وتقع ستة من النقاط التسع على المثلث ذاته ما لم يكن هذا المثلث يحتوي زاوية منفرجة، وتحمل هذه النقطة أهمية خاصة في الهندسة الإقليدية كونها ترتبط بالعديد من الخواص مع نقاط مهمة عديدة وتعتبر معيارا يجمع العديد من النقاط في إنشاء مشترك، ليس بالضرورة أن يقع مركز دائرة النقاط التسع دوما داخل المثلث حيث نجد أنه يقع خارج المثلث في المثلثات المنفرجة جدا، البعد بين مركز دائرة النقاط التسعة وأضلاع المثلث يشكل متراجحة متناسبة مع متراجحة أطوال أضلاع هذا المثلث، البعد بين مركز نقطة الدوائر التسعة ورؤوس المثلث يشكل متراجحة معاكسة لمتراجحة قياسات زوايا هذا المثلث، يمكن إنشاء مركز دائرة النقاط التسعة عبر المسطرة والفرجار بسهولة عبر تعيين منتصفات أضلاع المثلث واعتبارها رؤوس مثلث ثم رسم محوري ضلعين في هذا المثلث لتكون نقطة تقاطعهما هي مركز دائرة النقاط التسع أو بعمل نفس الخطوات على نقاط تقاطع الارتفاعات النازلة من رؤوس المثلث مع الأضلاع المقابلة لهذه الرؤوس، سميت دائرة النقاط الإثني عشر لأنها كذلك تمس الدوائر الخارجية المماسة لأضلاع مثلث ولكنها بالإضافة لهذا نجد أنها تمس الدائرة الداخلية المماسة لأضلاع المثلث فكان من المفترض لها أن تسمى دائرة النقاط الثلاثة عشر .

- نقطة ناغيل

- نقطة شيفلر

- مركز نقاط بروكار

- نقطة دي لونغشام

- النقطة البعيدة